# Yisroel Salanter
El Rabí Yisroel Salanter, també anomenat Israel Lipkin de Salant, va néixer el 3 de novembre de 1809 a Zagaré, prop de Kaunas (Lituània), i va morir el 2 de febrer de 1883 a Kaliningrad (Prússia). Va ser un destacat talmudista i un dels fundadors del Moviment del Musar.

## Biografia
Yisroel Salanter va néixer a Zagaré, prop de Kaunas, en una família rabínica. Va ser el fill del Rabí Zev Wolf i la seva esposa Leah. El seu pare posteriorment va ser el president dels tribunals rabínics de Kuldīga i Telšiai.
De jove va ser enviat a aprendre la santa Torà amb el Rabí Tzvi Hirsch Broide, amb qui va iniciar els seus estudis religiosos. Va ser a Salantai a on Yisroel va conèixer en Yosef Zundel, un deixeble proper del Rabí Chaim de Volozhin, i mitjançant la seva influència, es va interessar en la qüestió del millorament moral.
Després de casar-se amb Ester Feige Eisenstein (1814-1871), la filla de Yenta i Yaakov HaLevi Eisenstein, el Rabí Lipkin es va instal·lar a Salantai.Allà va continuar amb els seus estudis sota la direcció dels rabins Hirsch Broda, i Yosef Zundel de Salant, un deixeble del Rabí Chaim de Volozhin. El Rabí Zundel va exercir una gran influència en el desenvolupament del caràcter de Lipkin i li va ensenyar el millorament personal mitjançant l'estudi del Musar. Lipkin va desenvolupar posteriorment un mètode complet i el va popularitzar. Al voltant de l'any 1833, va conèixer el rabí Alexander Moixé Lapidos, el qual va convertir-se en el seu alumne i company. En 1840, Salanter es va traslladar a Vílnius, on va assumir la direcció de la ieixivà de Mayles. Poc després, es va traslladar a Zaretcha, un suburbi de Vílnius, on va ensenyar la santa Torà en la ieixivà local.

## Pensament
El Rabí Yisroel estava compromès amb un veritable replantejament del sistema de vida jueva de la seva època, observant que els seus contemporanis vivien el judaisme sense reflexió ni profunditat. D'aquesta manera, es va proposar conquerir les comunitats jueves lituanes i va començar impartint una sèrie de conferències, que ràpidament li van valer una gran reputació. El Rabí Yisroel promovia el moviment del Musar per fer tornar a les persones al bon camí. Salanter ocupava un lloc prominent en el judaisme rabínic lituà, estimulant un canvi en les actituds i donant resposta a un problema existent en la seva generació, com era el que plantejaven el sorgiment de la Halacà i el materialisme emergent. També va respondre a les expectatives intel·lectuals expressades per la comunitat d'estudiants de la Torà, que s'havia tornat més exigent.

## Obres literàries
Publicava una revista anomenada Tevunà (dotze números van aparèixer entre 1861 i 1862). En cada número (o en gairebé tots), hi havia un text del Rabí Yisroel sobre el moviment del Musar, juntament amb articles sobre la llei jueva, la Halacà. En el seu nom es van publicar diversos llibres, entre ells: Imrei Binà, Iguéret HaMusar, Or Israel (el seu llibre més famós), Even Israel, Gueon Israel i Etz Pri, però van ser els seus alumnes, sota la seva inspiració, qui van escriure aquests llibres.